# 饒建新
饒建新，男丶中共政治人物丶中共黨員丶軍事人物
歷任解放军驻港部队副政委丶少將軍階，饒建新在港仼職期正值菲律宾人质遇难事件發生，饒與時仼香港特区特首曾荫权、中央人民政府驻港联络办主任彭清华、外交部驻港特派员吕新华一同前往礼顿山社区礼堂追棹 
1. ↑  .   [2022-05-19]. （原始内容存档于2022-05-19）. （页面存档备份，存于）
2. ↑  .   [2022-05-19]. （原始内容存档于2022-05-19）. （页面存档备份，存于）